# The Incredible Burt Wonderstone
The Incredible Burt Wonderstone (tạm dịch: Burt Wonderstonen siêu phàm) là một bộ phim hài của đạo diễn Don Scardino và do John Francis Daley và Jonathan Goldstein viết kịch bản, dựa trên câu chuyện của Chad Kultgen & Tyler Mitchell cùng với cặp Daley & Goldstein. Phim lấy bối cảnh ở Las Vegas, nhà ảo thuật gia Burt Wonderstone (Steve Carell) đang cố gắng để hòa giải bất hòa với người cộng sự và là bạn thân của mình Anton Marvelton (Steve Buscemi) để đối đầu với nhà ảo thuật đường phố mạo hiểm Steve Gray (Jim Carrey). Phim cũng có sự tham gia của các diễn viên Alan Arkin, Olivia Wilde và James Gandolfini.
Phim ban đầu dự kiến bấm máy vào tháng 10 năm 2011 tại Los Angeles, California nhưng đã được đẩy lùi xuống tháng 1 năm 2012. Với ngân sách 30 triệu USD, phim bắt đầu quay vào 10 tháng 1 năm 2012 ở Nevada và sau đó chuyển cảnh quay tới Los Angeles. The Incredible Burt Wonderstone công chiếu vào 15 tháng 3 năm 2013 và thu về 27 triệu USD. Giới phê bình chỉ ca ngợi màn diễn xuất của Carrey và Arkin, nhưng chỉ trích về sự mâu thuẫn trong phim và khả năng dễ đoán trước diễn biến phim. Tạp chí Variety đã liệt kê The Burt Wonderstone vào danh sách một trong những "quả bom xịt phòng vé lớn nhất của Hollywood năm 2013" khi phim chỉ thu về 27.4 triệu USD, ít hơn so với ngân sách 30 triệu USD.